# Ivan Davydenko

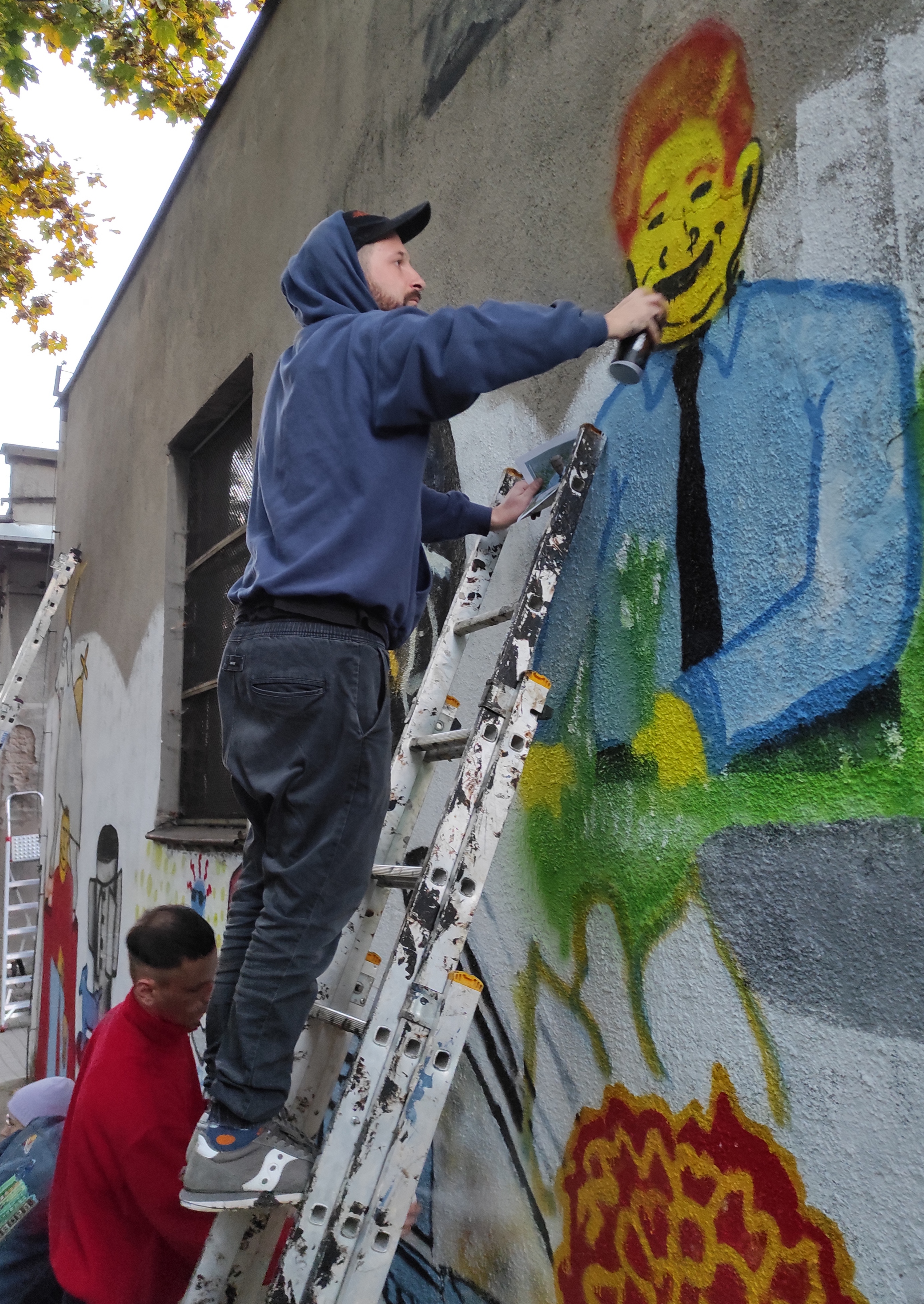
Ivan Davydenko rysujący mural na ścianie Galerii Labirynt

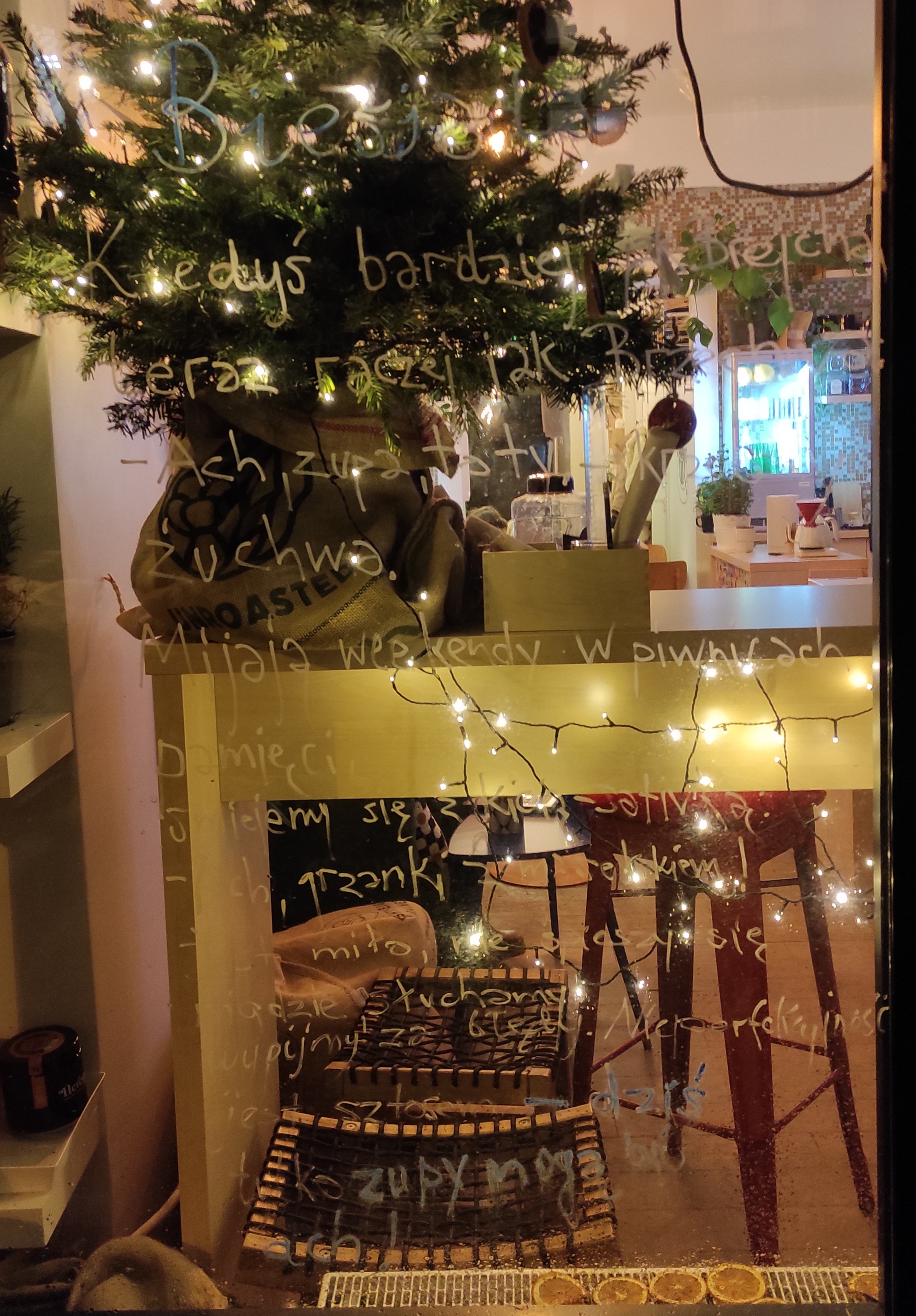
Wiersz Ivana Davydenki "Biesiada", napisany przez autora na witrynie kawiarni w Lublinie

Ivan Davydenko (ur. 1988 w Żytomierzu) – polski poeta, redaktor naczelny Magazynu Malkontenty. 
W Polsce mieszka od 2012. Pracował w lubelskim Domu Słów. 
Autor tomu Halal (wydawnictwo papierwdole & Katalog Press, 2022), za który otrzymał Wrocławską Nagrodę Poetycką Silesius 2023 w kategorii debiut roku oraz został laureatem Ogólnopolskiego Konkursu Literackiego im. Artura Fryza na najlepszy poetycki debiut książkowy roku. W 2023 nominowany do Nagrody – Stypendium im. Stanisława Barańczaka przyznawanej w ramach Poznańskiej Nagrody Literackiej. 
Autor podcastu Jak zostać Ukraińcem. Współtwórca wystawy czasowej „Prześpiewy z poetów ukraińskich” w Muzeum Józefa Czechowicza w Lublinie.
Charakterystyka poezji
Twórczość Davydenki wyróżnia się odwagą językową i eksperymentem – poeta świadomie posługuje się polszczyzną jako językiem nabytym, co staje się ważnym elementem jego poetyki. Jego wiersze są wielowarstwowe: łączą motywy kulinarne z refleksją o migracji, tożsamości, wojnie i codzienności. W jego poezji pojawiają się echa zarówno polskich, jak i ukraińskich tradycji literackich, a także inspiracje twórczością takich autorów jak Białoszewski, Różewicz czy Plath.
Davydenko nie unika tematów trudnych: pisze o wojnie, doświadczeniu migracji, pracy fizycznej i prekaryjności, ale też o męskości, ciele i relacjach społecznych. Jego podmiot liryczny to często „wychodźca” – ktoś, kto zakorzenił się w Polsce, ale pozostaje w pewnym sensie nomadą, zarówno kulturowo, jak i społecznie. Wiersze Davydenki są zarazem surowe i wrażliwe, często operują ironią i dystansem, ale nie tracą autentyczności i emocjonalnej głębi.